# جيمس نيجوس
جيمس نيجوس (22 فبراير 1927 - 22 فبراير 2008) كان باحثًا بريطانيًا في علم الطوابع ومحرر كتب.

## نشأته
كان جيم نيجوس طالبًا في قسم الكيمياء ثم موظفًا حكوميًا. وفي وقت لاحق عمل محررًا أدبيًا في دور النشر البريطانية.

## مجموعة ستانلي غيبونز
نشر جيم نيجوس بعض المؤلفات والكتب المتعلقة بعلم هواة جمع الطوابع في دار نشر هاينمان عندما عيّن من قبل شركة ستانلي غيبونز عام 1975 لإدارة منشوراتها المتعلقة بعلم الطوابع والعملات. في عام 1977، رُقّي إلى منصب محرر فهارس طوابع ستانلي غيبونز. فقرر تقسيمه موضوعيًا وجغرافيًا إلى 21 مجلدًا، ولكن في عام 1981، فُصل من العمل في الشركة ضمن خطة اقتصادية لتقليل النفقات.

## دليل الخبير لسلسلة طوابع ماشين
كان جيم نيجوس مساهمًا رئيسيًا في دليل وفهارس الخبير الطويلة لسلسلة طوابع ماشين.

## هواية جمع الطوابع البريدية
كان نيجوس عضوًا في العديد من جمعيات هواة جمع الطوابع، وساهم بمقالات عديدة في مجلاتها. تنوعت اهتماماته. في عام 1957، كان أول محرر لمجلة هواة جمع الطوابع الصينيين التابعة لجمعية هواة جمع الطوابع الصينية في لندن. في عقد الثمانينيات من القرن العشرين، درس أنواع الهدايا التذكارية التي صُنعت ووُزِّعت لمعارض هواة جمع الطوابع البريطانية.
في عام 2000، أوقف نيغوس جميع أنشطته في جمع هواة الطوابع، وباع مجموعاتهِ من الكتب والطوابع للتركيز على اهتماماتهِ الأخرى. عاش في ميلفورد أون سي، هامبشاير، حتى وفاته في فبراير 2008.
وصفه رون بتلر، رئيس الجمعية الملكية لهواة جمع الطوابع في لندن في عقد السبعينيات من القرن العشرين، بأنه "أفضل علماء المكتبات وأكثر الباحثين كفاءة".
كان شقيقه، رون نيجوس، مؤلفًا لهواة جمع الطوابع أيضًا وأمينًا فخريًا لجمعية هواة جمع الطوابع الملكية في لندن.

## منشورات مختارة
- Polish definitive issues, 1920-1925: A summary of the recorded papers, perforations and major varieties (European philatelic library). J.C. Crimlisk, 1959.
- "Philately's Ugly Ducklings: Rehabilitating the 1934-36 Issues of Tannu Tuva" على موقع واي باك مشين (نسخة محفوظة 27 January 2010) in The Philatelic Journal, July–September 1960.
- Good bibliographic practice: a series of four papers reprinted from the Philatelic Literature Review. State College PA: American Philatelic Research Library, 1971.[6]
- Ifni: stamps and cancellations. The Spanish Philatelic Society, 1974.
- How to identify stamps. London: Stanley Gibbons, 1976. (ردمك 0852598602)
- Philatelist Index, 1866-1876 and 1934-1974. 1976, 150 pages, cloth, edition of 200.
- Collect British banknotes: a Stanley Gibbons priced catalogue of British Treasury and Bank of England notes. London: Stanley Gibbons, 1977. (ردمك 0852599609)
- Forgeries of China's "large dragons" 1878. Cinderella Stamp Club, 1978.
- Enjoy stamp collecting. London: Stanley Gibbons, 1987. (ردمك 0852591586)
- Index to articles on Czechoslovak philately, 1950-1979. Czechoslovak Philatelic Society of Great Britain, 1989.
- The Harris index to philatelic literature 1879-1925: reprint edition of The standard index to philatelic literature 1879-1925 with additional material. Limassol: James Bendon, c. 1991. (ردمك 9963762441) (Editor)
- Philatelic literature, compilation techniques and reference sources. Limassol: James Bendon, 1991. (ردمك 9963762433)
- British stamp design 1993: the work of the Stamp Advisory Committee. London: Royal Mail, 1994. (ردمك 0946165033)
- Morgan, Glenn H. (1995) British stamp exhibitions: A priced catalogue of sheets, cards, and labels. London: Glenn H. Morgan, 1995. (Foreword) (ردمك 0952111705) The book is a catalogue pricing souvenirs Negus studied in the 1980s.